# Eugène Dabit
Œuvres principales
- L'Hôtel du Nord (1929)
- Un mort tout neuf (1934)
- Journal intime (posthume, 1939)

Eugène Dabit est un écrivain et artiste peintre français né le 21 septembre 1898 à Mers-les-Bains (Somme) et mort le 21 août 1936 à Sébastopol.
Il a fait partie du groupe de la littérature prolétarienne et a eu un très grand succès pour son roman L'Hôtel du Nord (dont sera tiré le film portant le même titre), qui fut couronné du prix du roman populiste et porté à l'écran en 1938 par Marcel Carné, avec les acteurs Arletty et Louis Jouvet (dans des rôles inventés pour le film). Il a entretenu une longue correspondance avec Roger Martin du Gard.

## Biographie

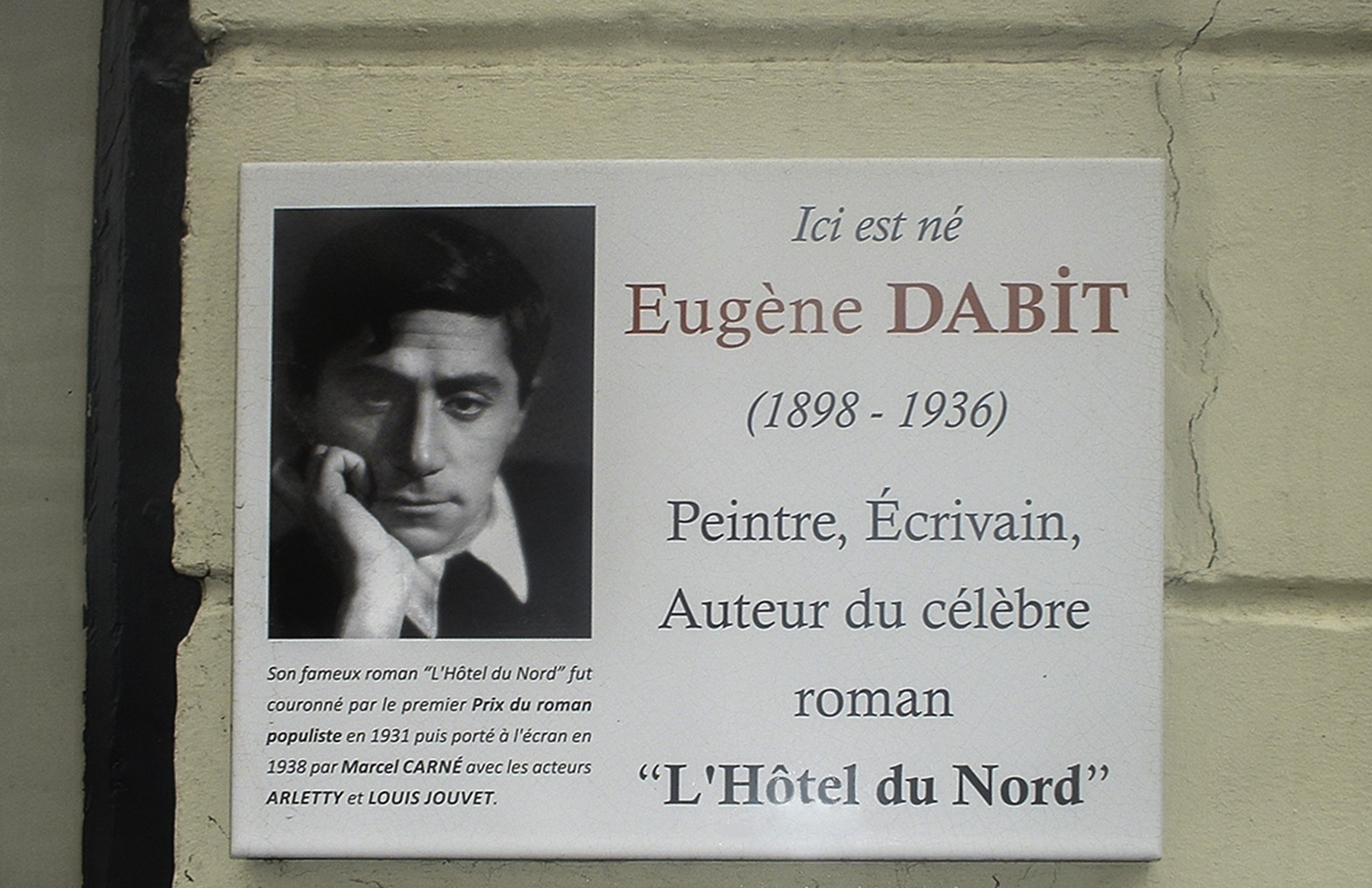
Sur la maison natale d'Eugène Dabit, rue Jules-Barni à Mers-les-Bains.

Eugène Dabit est né le 21 septembre 1898 ; et, parce que ses parents voulaient qu'il vienne au monde au bord de la mer : à Mers-les-Bains (Somme) dans un petit appartement de la boulangerie Goizet, rue Jules-Barni, qu'ils venaient occuper chaque été. Eugène Dabit vécut une enfance heureuse auprès de ses parents montmartrois (lui, Émile Dabit, cocher-livreur, elle, née Louise Hildenfinger, successivement éventailleuse, femme de ménage, puis concierge).
Son enfance fut cependant un peu ballottée par trois déménagements successifs de ses parents en l'espace de six ans, nécessités par leur métier : le 28, passage Duhesme (1898) est quitté pour le 143, rue du Mont-Cenis (1899-1903), le 9, rue de Suez (1903-1904), enfin le 8, rue Calmels (1904).
Sa scolarité, d’abord ennuyeuse pour lui (il fréquente l'école maternelle de la rue de la Goutte-d'Or puis l'école communale de la rue Championnet), fut heureusement récompensée, plus tard, par un prix d’excellence avec bonne conduite puis se termina, en 1911, par un certificat d’études primaires, qui restera son seul diplôme, assorti d’une médaille Prix du 14 juillet 1911.
Reconnu doué pour le dessin, il fut, en 1912 apprenti-serrurier chez les « Compagnons du Devoir », dont le chef est un certain Monsieur Bernard. Mais la Première Guerre mondiale interrompit brutalement ses études et son apprentissage.
Son père étant engagé d’office comme réserviste dans le Génie militaire, Eugène dut pourvoir aux besoins financiers de sa mère, avec qui il vécut, en travaillant dans le métro de Paris : laveur-balayeur de wagons au Nord-Sud le jour, portier d’ascenseur durant une partie de la nuit à la station Lamarck-Caulaincourt.
Trop jeune pour le service militaire, il attendit d’être incorporé dans sa classe 1918 mais prit les devants pour entrer, en décembre 1916, dans l’artillerie lourde. Après six mois d'instruction à Poitiers, il connut un moment de dépression, simulant la folie puis, profitant d’une permission, s’échappa pour rejoindre Paris où il fit une tentative de suicide, se blessant une jambe sans gravité, dans le métro. Remis de ses blessures, il réintégra l'artillerie lourde et fut envoyé en opérations dans le tragique secteur du Chemin des Dames, à Oulches, puis à Reims et Épernay, sa blessure parisienne le faisant muter comme radio-télégraphiste de l'armée et l'appelant à réparer parfois les lignes sous les bombardements. Il a évoqué les images qui lui sont restées des années 1917-1918 dans un poème, J'ai été soldat à dix-huit ans.
Après la fin de la guerre, il vécut avec les troupes d’occupation de la Ruhr en Allemagne puis revint à Paris travailler comme secrétaire-dessinateur au Service de Cartographie de l’Armée.
Enfin démobilisé en 1919, admirant Paul Cézanne, Vincent Van Gogh et Henri Matisse, il préféra étudier l’art de la peinture à l’Académie Biloul en 1920 et 1921, faisant alors la connaissance de nouveaux camarades : Christian Caillard (avec qui il s'installe dans un petit atelier trouvé rue des Mignottes par Émile Dabit) et Georges-André Klein. Grâce à ces derniers, Eugène se plongea pour la première fois dans la lecture, avec Charles Baudelaire, Arthur Rimbaud, Stendhal, André Gide.
En 1922, Eugène Dabit, aidé de ses parents, entreprit de se lancer dans l’industrie de la soie peinte avec son ami et associé Christian Caillard. Grâce à une amie de ce dernier, Irène Champigny, propriétaire et gérante d’une galerie d’art, le commerce tourna vite au succès, leur faisant ainsi gagner une petite fortune.
En 1923-1924, Eugène Dabit poursuivit ses études artistiques à l’Académie de la Grande Chaumière où il rencontra notamment Béatrice Appia, dont il devint le préféré, et Maurice Loutreuil. Avec ce dernier comme chef de file, Christian Caillard, Béatrice Appia, Georges-André-Klein et Pinchus Krémègne, Eugène Dabit fit partie du « Groupe du Pré-Saint-Gervais », école dans laquelle la peinture est pour eux un passionnant sujet de discussions et d’essais.

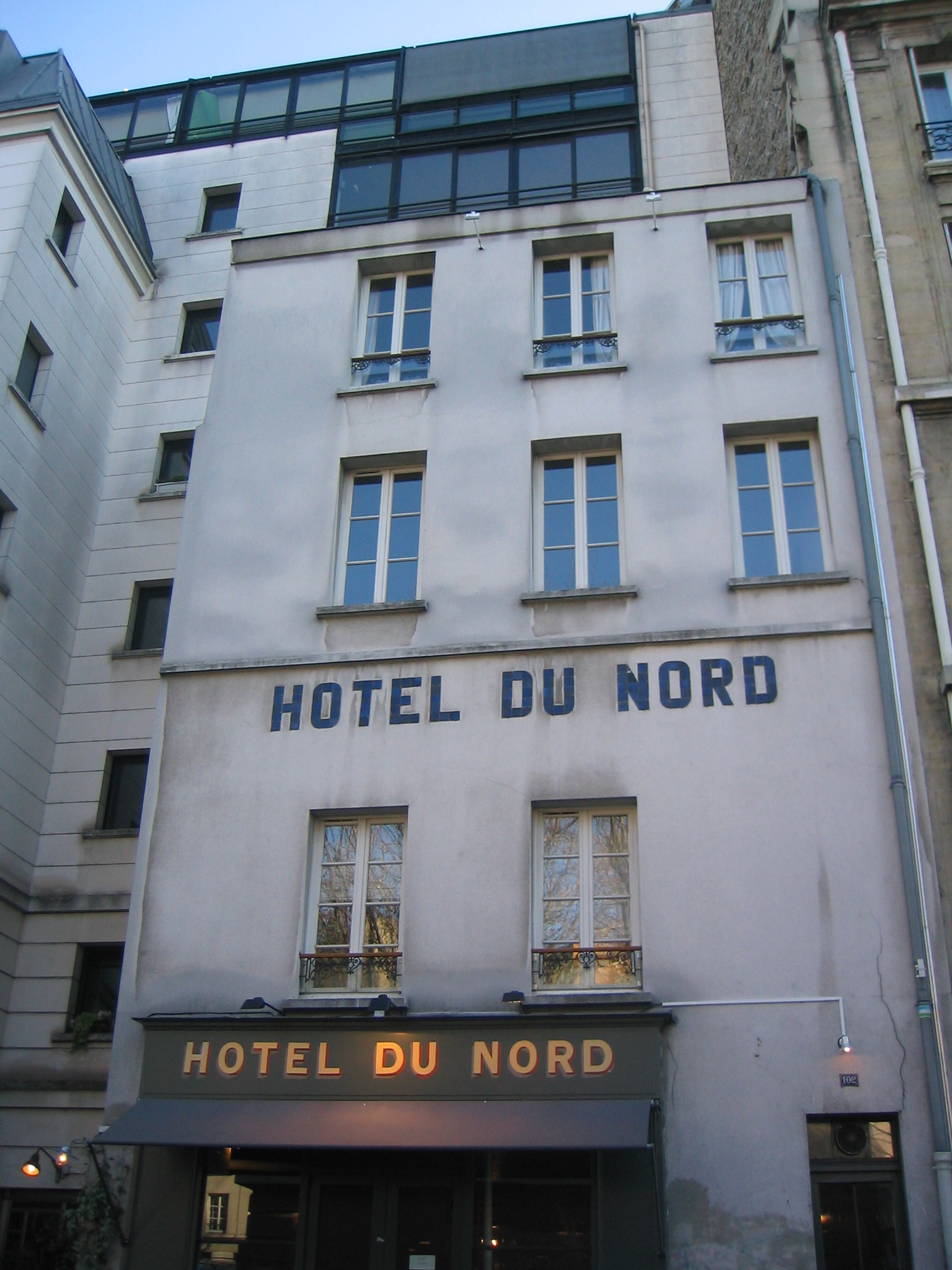
L'Hôtel du Nord, 102 quai de Jemmapes.

En 1923, grâce en partie à l'argent gagné par la vente de soie peinte et à des prêts consentis par deux oncles d’Eugène Dabit, Émile et Auguste Hildenfinger, ses parents devinrent propriétaires de l’« Hôtel du Nord », sis au 102, quai de Jemmapes à Paris (10e) au bord du canal Saint-Martin et s’y installèrent en tant que gérants.
Eugène Dabit, logé chez eux, se fit parfois portier de nuit, observant la clientèle de passage qui inspira ses romans.
En 1924, Eugène Dabit se maria avec Béatrice Appia. Ils firent alors construire, au 7, rue Paul-de-Kock, « une grande et confortable demeure faite pour la peinture, avec un vaste atelier aux hautes verrières ».
Il prend part en 1927-1928 et 1929 au Salon des indépendants. À partir de 1928, de retour d’un voyage au Maroc et lassé de constater un désintérêt pour sa peinture (s'il exposa avec Amedeo Modigliani, Chaïm Soutine et Maurice Utrillo, il aurait surtout aimé recevoir les encouragements de Maurice de Vlaminck « dont il imitait les atmosphères », mais ceux-ci ne vinrent jamais), Eugène Dabit entreprit de devenir écrivain et se trouva une nouvelle muse : Véra Braun, d’origine hongroise, dessinatrice et artiste-peintre de Paris. Dabit, ainsi taxé d’infidélité conjugale, difficilement supportée par sa femme, frôla le divorce à deux reprises pour se résigner finalement à la séparation temporaire.
En 1929, il présente au Salon des Tuileries les toiles Paysage de neige et Mauresque. Son roman L'Hôtel du Nord a été publié en 1929 et obtint en 1931 le Prix du roman populiste, d’une valeur de cinq mille francs. À partir de cette année-là, il commença à militer pour la cause des pauvres gens et pour la littérature « révolutionnaire » en participant à des débats et en faisant des conférences.
En 1932, il bénéficia d’une bourse de la Fondation Blumenthal, fondation américaine pour la pensée et l’art français, d’un montant de vingt mille francs. La même année, l’Association des écrivains et des artistes révolutionnaires étant créée, il s’y inscrivit en tant que membre actif et y rencontra d’illustres personnalités du monde artistique et littéraire avec lesquels il fut souvent en relation amicale. En octobre, caressant le projet de porter Hôtel du Nord à l'écran, il entama des pourparlers avec Henri Jeanson, puis avec Jean Renoir (c'est Marcel Carné qui réalisera le film en 1938).

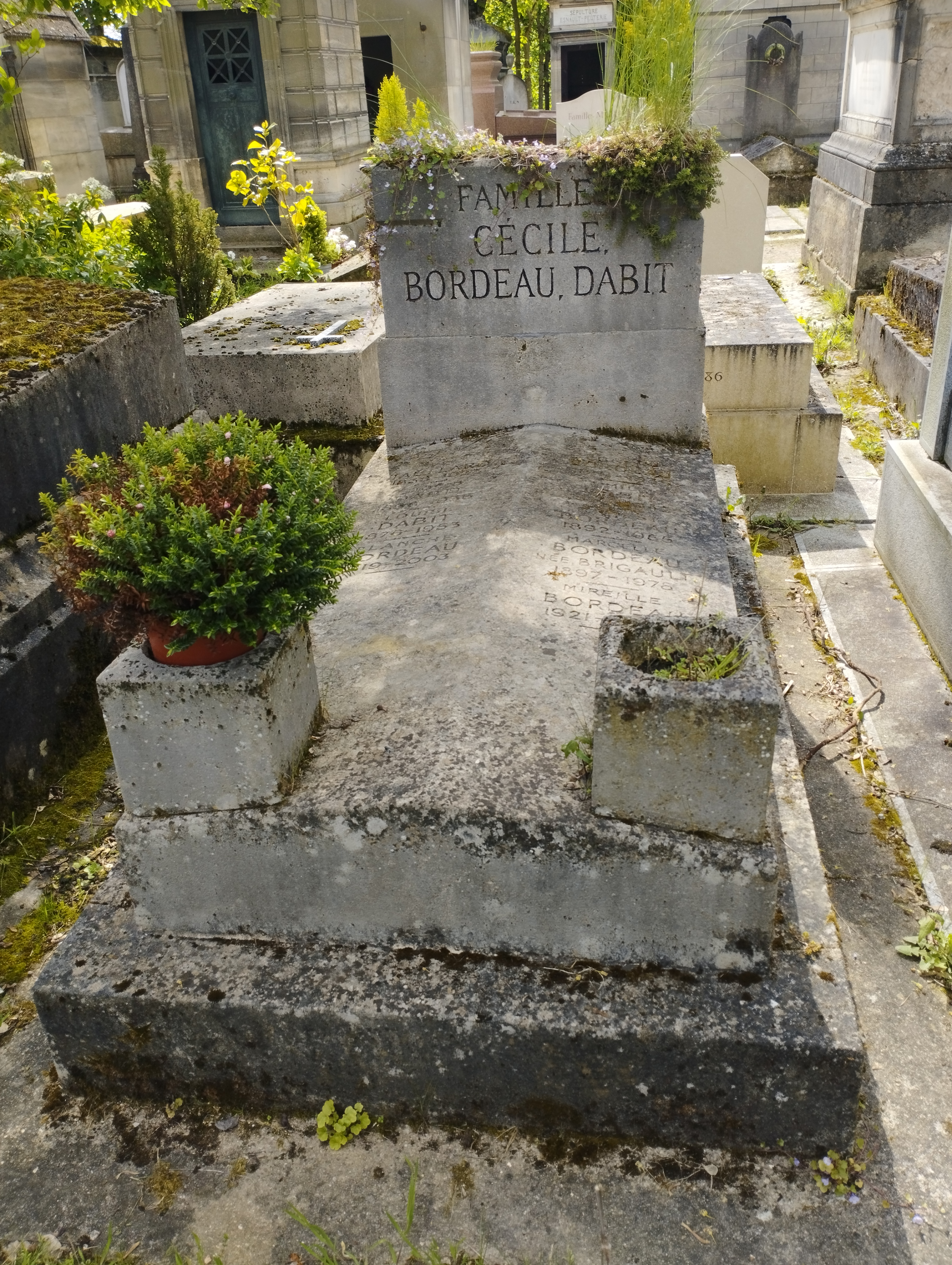
Tombe d'Eugène Dabit au cimetière du Père-Lachaise (division 44).

En 1936, à l'invitation d’André Gide, Eugène Dabit effectua en U.R.S.S. un voyage à caractère littéraire en compagnie d'André Gide, Jef Last, Louis Guilloux, Jacques Schiffrin et Pierre Herbart, visitant successivement en juillet et août Moscou, Tbilissi, Batoumi, Sokhoumi, Sotchi où la fièvre et la dysenterie s'emparèrent de lui. À sa mort (prétendument de la scarlatine, peut-être d'un typhus qu'on ne sut diagnostiquer : la nature de sa maladie demeura incertaine et apparut même suspecte à Louis Aragon, Maurice Lime parle lui directement de meurtre opéré par les équipes de Staline), survenue inopinément le 21 août 1936 à l'hôpital de Sébastopol (Crimée d’U.R.S.S.), il ne laissa aucune postérité. André Gide qui relatera ce voyage dans Retour de l'U.R.S.S., lui dédicacera cet ouvrage : "à la mémoire de Eugène Dabit. Je dédie ces pages, reflets de ce que j'ai vécu et pensé près de lui, avec lui."
Eugène Dabit repose aujourd’hui auprès de ses parents au cimetière du Père-Lachaise (division 44) à Paris. Louis-Ferdinand Céline lui dédie en 1937 Bagatelles pour un massacre. C'est encore André Gide qui dira : « On ne pouvait imaginer quelqu'un plus digne d'être aimé que Dabit ».

## Œuvres du peintre
- s.d. -  Portait d'Yvonne Chevalier au fauteuil, peintre et photographe, huile sur toile signé en haut à gauche, dim:81 × 54 cm[22]

## Expositions du peintre

### Expositions collectives
- Salon des indépendants et Salon d'automne, à partir de 1926.
- Salon des Tuileries, à partir de 1929[23].
- Maurice Loutreuil et ses amis : Christian Caillard, Eugène Dabit, Béatrice Appia, André Masson, Pinchus Krémègne, Kazimierz Zieleniewski et Raymond Billette, Galerie de Nevers, 16 rue Dauphine, Paris, octobre-décembre 1977[24].

### Expositions personnelles
- L'œuvre peinte d'Eugène Dabit, Galerie Bernheim-Jeune, Paris, octobre-novembre 1937[25],[26].
- Galerie Bernier, Paris, novembre-décembre 1951.
- Hommage à Eugène Dabit - Cinquante ans de son décès, Galerie de la Poste, 21 passage Véro-Dodat, Paris, mars-mai 1986[27].

## Œuvres de l'écrivain

### Livres

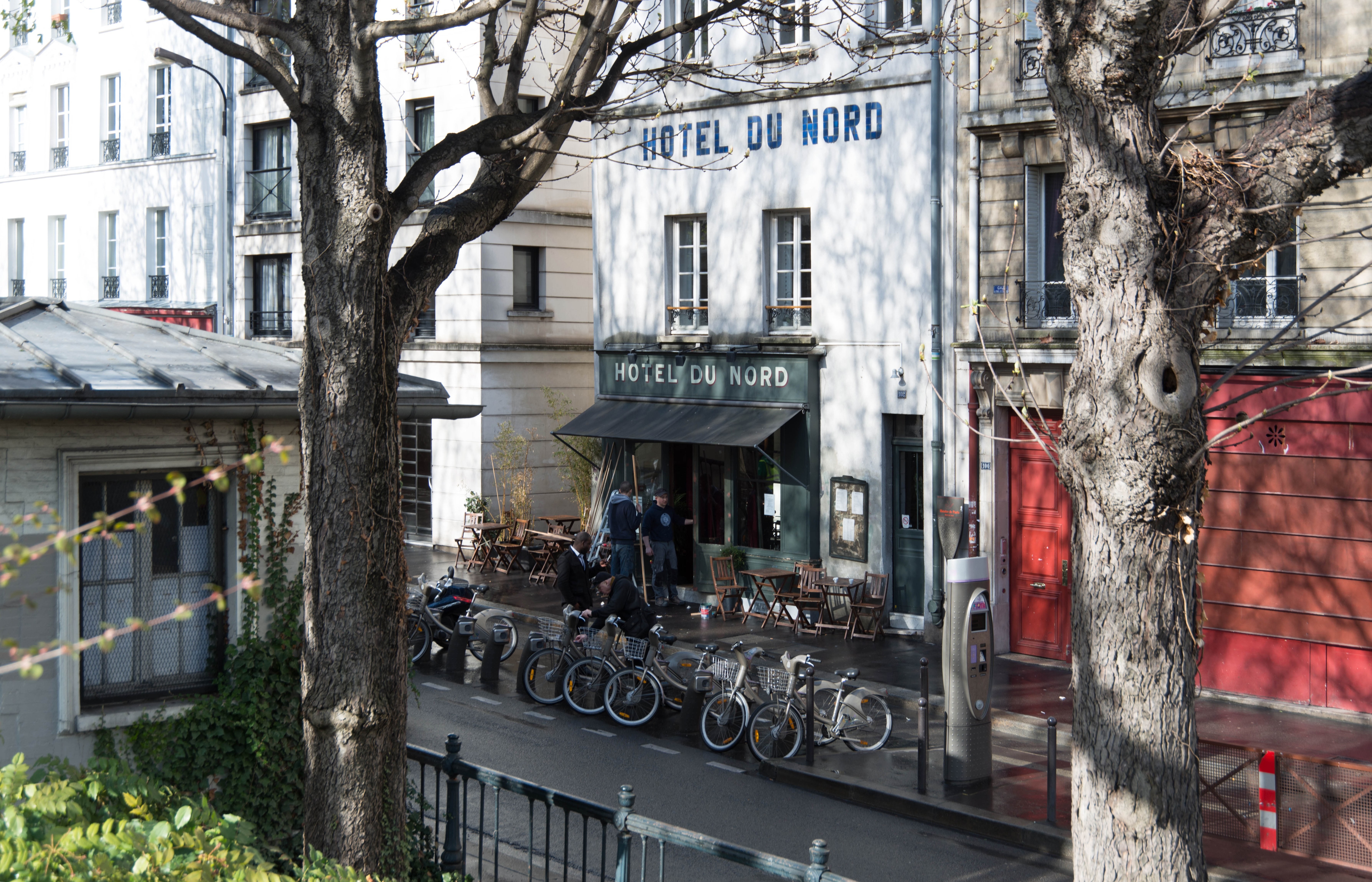
L'Hôtel du Nord en 2013.

- Petit-Louis (Gallimard, 1930 ; réédition, Gallimard, coll. « L'Imaginaire » no 199, 1988)
- L'Hôtel du Nord (Robert Denoël, 1929 ; réédition, Gallimard, coll. « Folio » no 2155, 1990 ; réédition, Denoël, 2000)
- Yvonne (1929 - inédit, Bernard Pascuito, 2008)
- Villa Oasis ou Les Faux Bourgeois (Gallimard, 1932 ; réédition, Gallimard, coll. « L'Imaginaire » no 388, 1998)
- Faubourgs de Paris (Gallimard, 1933 ; édition bibliophilique enrichie de vingt lithographies originales de Robert Savary imprimées par Mourlot Frères, cent vingt-cinq exemplaires numérotés, Société normande des amis du livre, 1970 ; réédition, Gallimard, coll. « L'Imaginaire » no 235, 1990))
- Un mort tout neuf (Gallimard, 1934)
- L’Île, trois nouvelles : Les Compagnons de l'Andromède, Un matin de pêche, Les Deux Marie (Gallimard, 1934 ; réédition, Gallimard, coll. « L'Imaginaire » no 628, 2012)[28]
- La Zone verte (Gallimard, 1935 ; réédition 2009)
- Train de vies (Gallimard, 1936)
- Au Pont Tournant (Union Bibliophile de France, 1936 ; réédition 1946)
- Les Maîtres de la peinture espagnole - Le Greco, Vélasquez (Gallimard, 1937)[29]
- Ville lumière (Le Dilettante, 1937 ; réédition 1987)
- Le Mal de vivre et autres textes (avec Étrangères) (1937, Gallimard ; réédition, 1939, Texte en ligne ; réédition, Gallimard, coll. « L'Imaginaire » no 519, 2005)
- Journal intime, 1926-1936 (Gallimard, 1939 ; réédition 1989)
- Correspondance avec Roger Martin du Gard, (Éditions du C.N.R.S., 1986).
- L'Aventure de Pierre Sermondade suivi de Une heure avec Eugène Dabit, (Finitude, 2009)[30] µ
- Contes de PARIS-SOIR (Les Trompettes Marines, 2019)

### Articles
- Coutaud, galerie Vignon, (La Nouvelle Revue Française, 1er mai 1934).

## Réception critique

### Le peintre
- « Je n'ai jamais rencontré un être aussi authentiquement artiste ; il me montre ses toiles : les mêmes qualités que ses livres, honnêteté de vision, honnêteté de moyens, grande finesse de sensibilité, profonde chaleur amoureuse, presque câline, répandue dans tout ce qu'il fait... » - Roger Martin du Gard, 1928[27]
- « On connaissait surtout Eugène Dabit, mort prématurément dans un hôpital de Sébastopol, comme romancier. Il commençait une carrière de critique, et aux chroniques qu'il donnait à Europe ainsi qu'à quelques articles parus çà et là, il avait déjà ajouté un ouvrage sur la peinture espagnole paru après sa mort et qui a été l'objet d'ardentes discussions. Son œuvre de peintre est à l'origine de toute une activité intellectuelle ; il l'avait faite sous l'influence de Maurice Loutreuil, sorte de Van Gogh du Pré-Saint-Gervais, bouillonnant comme son frère hollandais, aussi misérable et aussi passionné. Auprès de lui et à la dure école de la vie, Dabit avait appris ce qu'est la poésie vraie et l'authentique réel ; son art est éloigné de toute concession à quoi que ce soit, ne cherche ni à attirer ni à séduire ; il est une traduction personnelle d'une vie brève qui a cherché à s'exprimer intensément par la plastique et y a renoncé. » - Michel Florisoone[25]
- « Sa toute petite écriture trompait. Mais dans une ou deux de ses lettres, il mit de petits morceaux de papier Canson avec de très beaux dessins humains et profonds, et je compris que je pouvais me composer le visage de cet ami lointain d'après ce qu'il m'envoyait là. Quand je le vis, je retrouvais dans certaines lueurs de son regard et dans le mouvement silencieux de sa bouche, pendant qu'il écoutait ce qu'on disait, presque toutes les lignes pures de son dessin. » - Jean Giono[31]
- « Journaliste, Eugène Dabit s'est toujours senti tiraillé entre l'écriture et la peinture... Mais ses paysages, ses nus, ses natures mortes, ses marines, sont tous marqués de cette ferveur et de cette inquiétude, d'une certaine grâce douloureuse, tendre et sensuelle propre à la sensibilité expressionniste de l'entre-deux-guerres. » - Gérald Schurr[32]

### L'écrivain
- « Humble avec les humbles, il les a peints avec tendresse, mais sans complaisance. Sans pittoresque non plus - il ne les découvrait pas du dehors, il était des leurs. Sans souci d'une attitude, sans grandiloquence, il craignait par-dessus tout un accent faux. » - Marcel Arland[21]
- « La douzaine de livres que Dabit nous laisse suffit pour le classer parmi les meilleurs romanciers de sa génération... Relevant du groupe populiste, Eugène Dabit use du langage parlé avec une rare maîtrise. Sa peinture de la pauvreté garde un accent dont la justesse est inégalable. » - Laffont et Bompiani[21]

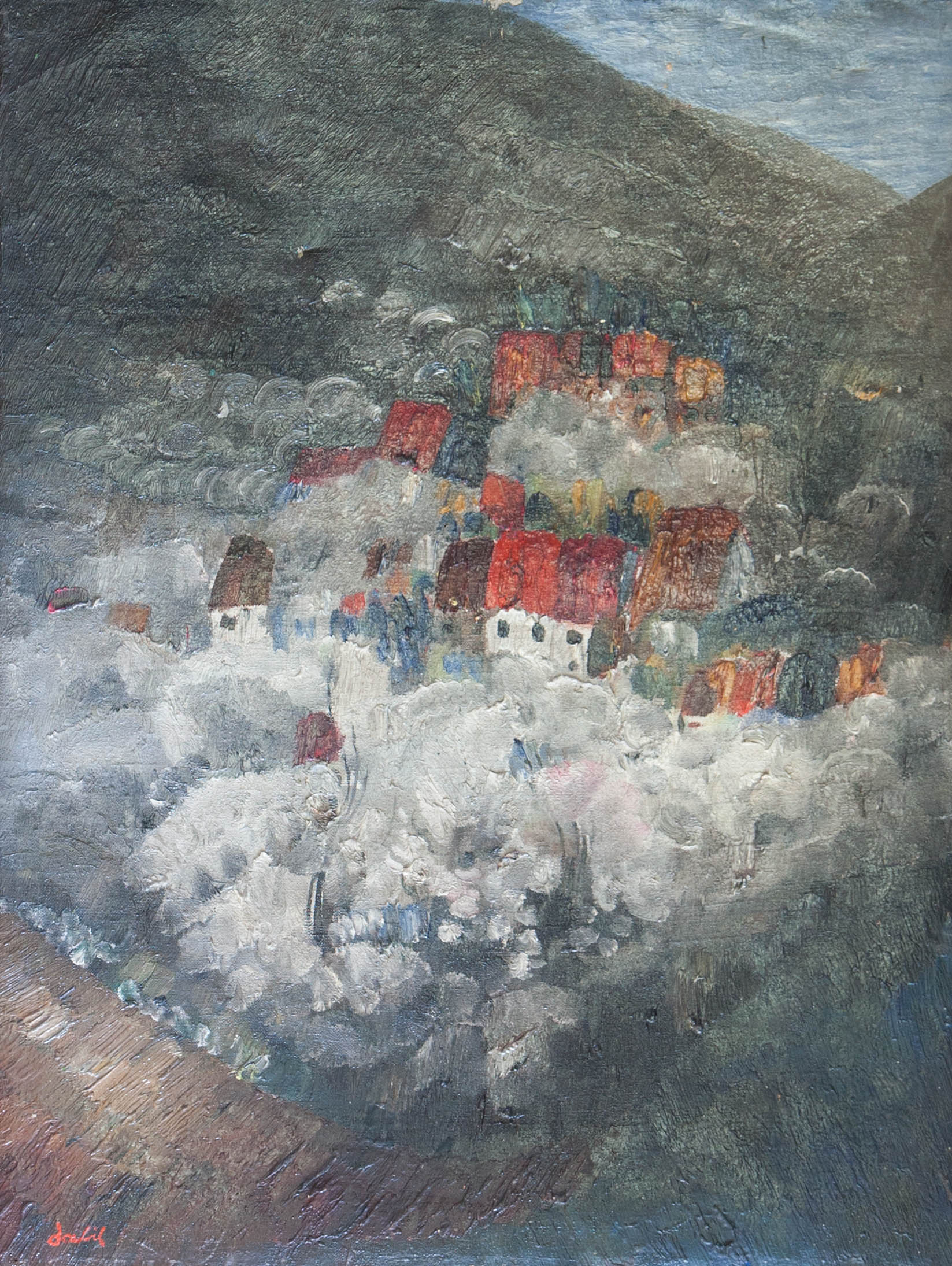
Eugène Dabit, Paysage, huile sur toile (coll. particulière).

- « Appuyé par Gide, qu'il considérait comme son maître, par Jean Guéhenno et par Roger Martin du Gard, il composa des romans et des nouvelles empreints d'une même tonalité grise, tous imprégnés du désespoir naturaliste de ses premiers succès. Écrivain de souche prolétarienne authentique, Dabit fut courtisé par les intellectuels du Parti communiste, mais la politique le laissait indifférent. Il préférait se réfugier à Minorque où il vivait six mois par an. » - Arthur Greenspan[14]
- « Dabit peint le peuple de Paris, celui qu'il a côtoyé dans cet hôtel que tenaient ses parents. La vie quotidienne au bord du Canal Saint-Martin n'est d'ailleurs pas dénuée de beauté, et Dabit y trouve toujours une sorte de pureté, qui est d'abord celle de l'homme dans ses rapports familiaux ou amicaux... La solitude et la mélancolie demeurent toujours en arrière-plan des descriptions réalistes que l'emploi maîtrisé du langage parlé aussi bien que la simplicité et la justesse de l'expression rendent chaleureuses. » - Antoine Compagnon[33]

## Prix et distinctions
- Prix de la littérature prolétarienne, 1929.
- Prix du roman populiste, 1931 (ce prix sera rebaptisé "Prix Eugène-Dabit" en 2012[2]).
- Prix Blumenthal, 1932.

## Musées et collections publiques
- Musée national d'art moderne, Paris, Nature morte au lièvre
- Musée d'art moderne de la ville de Paris, Nature morte aux livres et à la rose[23].
- Musée Carnavalet, Paris, Le Canal Saint-Martin, huile sur toile 1922-1924, 65 × 81 cm[34].
- Bibliothèque nationale de France, Paris, ensemble des manuscrits et papiers d'Eugène Dabit (don Béatrice Appia-Blacher, veuve d'Eugène Dabit).
- Mairie de Mers-les-Bains, Autoportrait, huile sur toile 55 × 46 cm, 1926[35].